# Kanton Beaurepaire-en-Bresse
Der Kanton Beaurepaire-en-Bresse war bis März 2015 ein französischer Wahlkreis im Arrondissement Louhans, im Département Saône-et-Loire und in der Region Burgund. Sein Hauptort war Beaurepaire-en-Bresse.
Der Kanton umfasste 126,60 km² und 4948 Einwohner (2012).

## Gemeinden
Der Kanton bestand aus sieben Gemeinden:
| Gemeinde              | Einwohner Jahr | Fläche km² | Bevölkerungsdichte | Code INSEE | Postleitzahl |
| --------------------- | -------------- | ---------- | ------------------ | ---------- | ------------ |
| Beaurepaire-en-Bresse | 626 (2013)     | 10,42      | 60 Einw./km²       | 71027      | 71580        |
| Le Fay                | 641 (2013)     | –          | – Einw./km²        | 71196      | 71580        |
| Montcony              | 295 (2013)     | –          | – Einw./km²        | 71311      | 71500        |
| Sagy                  | 1.249 (2013)   | –          | – Einw./km²        | 71379      | 71580        |
| Saillenard            | 763 (2013)     | –          | – Einw./km²        | 71380      | 71580        |
| Saint-Martin-du-Mont  | 223 (2013)     | –          | – Einw./km²        | 71454      | 71580        |
| Savigny-en-Revermont  | 1.173 (2013)   | 27,21      | 43 Einw./km²       | 71506      | 71580        |

## Bevölkerungsentwicklung
| 1962 | 1968 | 1975 | 1982 | 1990 | 1999 | 2007 | 2012 |
| ---- | ---- | ---- | ---- | ---- | ---- | ---- | ---- |
| 4233 | 4879 | 4286 | 4229 | 4131 | 4018 | 4634 | 4948 |

## Der Kanton Beaurepaire-en-Bresse ab 2015
2015 (22. und 29. März) wurden erstmals die Départementsräte nach neuem Wahlverfahren gewählt. Im Vorfeld wurde die Zahl der Kantone halbiert, hingegen erfolgten die Kandidaturen immer paarweise mit einer Frau und einem Mann. Gleichzeitig wurden die Kantone nach demographischen Gesichtspunkten festgelegt, indem die Abweichung der Bevölkerungszahlen der Kantone innerhalb des Departements nicht mehr als 20 % betragen darf. Das Kantonsgebiet muss zusammenhängend sein und Gemeinden bis 3500 Einwohner dürfen nicht auf mehrere Kantone aufgeteilt werden.
Im Rahmen dieser Umstrukturierung wurden die sieben Gemeinden des Kantons Beaurepaire-en-Bresse zwei anderen Kantonen zugeschlagen. Vier Gemeinden gehören heute zum Kanton Louhans, drei zum Kanton Pierre-de-Bresse. Der Kanton besteht seit 29. März 2015 nicht mehr.